# LibASS
LibASS (Biblioteca para Advance Substation Alpha), son un conjunto de librerías escritas en C que permiten interpretar los scripts escritos en ASS ( Advance Substation Alpha) en sistemas Unix (como GNU, BSD, o MacOSX).

## Gestores de subtítulos
El gestor de subtítulos, es el encargado de convertir el lenguaje de scripting en figuras geométricas, es decir: tanto los caracteres como los dibujos coordenados escritos en ASS, que son solo texto, se dibujan en pantalla de tal forma que se superpone al video, dando la apariencia, por ejemplo, de mostrar un cartel en el idioma al que se subtitula, tapando a su vez los caracteres o dibujos iniciales.
Su popularidad creció junto con el auge de los fansubs, especialmente de anime, llegando incluso a las comunidades de subtítulos de contenido en inglés, quienes empaquetan los subtítulos en el MKV, para evitar así tener que pegar los subtítulos al vídeo, dejándolos en softsubs.

## Características de LibASS
LibASS es el encargado de gestionar los subtítulos en el programa Aegisub en su versión para sistemas Unix, y en diferentes pruebas ha demostrado ser más eficiente que su contra parte en Windows, VSFilter. Sin embargo, debido a la mala documentación que tiene VSFilter en su código, lograr que LibASS se comporte de la misma forma que VSFilter es muy difícil, si no imposible aunque es poco el impacto real que esto tiene ya que las diferencias visuales son muy leves.

## Historia
El desarrollo de este comenzó por parte de los desarrolladores de MPlayer, y fue pensado inicialmente para interpretar SSA, pero con la llegada y popularización de ASS fue quedando relegado. Con esto, surgieron diferentes versiones del programa, hasta que un desarrollador decidió volver a recopilar todo; ahora es mantenido por el desde su página en Google Code.

## Diferencias frente a VSFilter
- El manejo de errores en la sintaxis es diferente.
- Los saltos de línea ( es decir, \N, o \N\N) al principio de un diálogo, no se toman igual.
- el efecto borroso (\blur) se escala de forma diferente, ya que el LibASS lo hace mejor (el VSFilter tiene problemas al escalar los bordes en resoluciones de video muy grandes).
- No tiene soporte para escritura al revés (como el hebreo o el árabe). Se espera implementarlo en futuras versiones.
- El ajuste de línea inteligente (wrapping), funciona de forma diferente (para compensar esto, puede forzarse un modo en espesifico, usando el tag \q<#modo> ).
- La función "BorderStyle 3", usada para los scripts en LUA, no funciona igual que en VSFilter todo el tiempo. Se recomienda no usarla.
- El LibASS es un 50% más rápido que el VSFilter la mayor parte del tiempo.

## Programas que usan LibASS para gestionar subtítulos
- MPlayer
- VLC
- Gstreamer
- Aegisub
- Kodi
- Avidemux